# Kobîleț, Colomeea
Kobîleț (în ucraineană Кобилець) este un sat în comuna Zahaipil din raionul Colomeea, regiunea Ivano-Frankivsk, Ucraina.

## Demografie
Componența lingvistică a localității Kobîleț
     Ucraineană (100%)
Conform recensământului din 2001, toată populația localității Kobîleț era vorbitoare de ucraineană (100%).